# Pierre-Claude de La Fléchère
Pour les autres membres de la famille, voir Famille de La Fléchère.
Pierre-Claude de la Fléchère, seigneur de Symond, de Châtillon et de Sierne, puis comte de Veyrier, né le 7 février 1722 à Châtillon (commune d'Étrembières) et décédé le 2 avril 1790 à Veyrier, est une personnalité politique sarde (duché de Savoie) et le principal promoteur de la ville de Carouge.

## Biographie

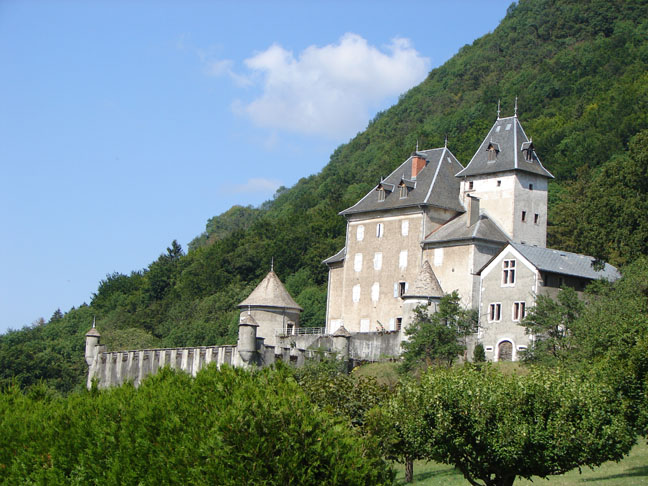
Le Château de Beauregard.

### Origines
Pierre-Claude de La Fléchère est né le 7 février 1722. Il est le fils de Joseph-François-Marie de La Fléchère (1698-1751), seigneur de Châtillon, co-seigneur de Beauregard, et de Claudine de Seyssel.
Il épouse le 3 mars 1753 à Évian, Benoîte Goybet de Lutrin de Grilly, avec qui il a sept enfants. Son fils, Claude-François-Marie de la Fléchère, comte de Veyrier-Châtillon, dit le « Comtin », né à Veyrier-sous-Salève le 6 juin 1762, sera lieutenant-colonel de la brigade de Savoie et chevalier de l'ordre des Saints-Maurice-et-Lazare. Il  doit s'exiler à Londres lorsque les républicains français prennent possession du territoire de Carouge. Il revient à Veyrier sous le Premier Empire et devient Maire des communes réunies de Veyrier-Etrembières de 1813 à 1816. Il décède le 12 janvier 1835 sans avoir eu d'enfants. Il repose au pied de l'église de Veyrier. Son épouse, Eugénie de Baudry, dernière comtesse de Veyrier, est inhumée dans la chapelle néo-gothique du château de Baudry, à Arthaz.
La famille réside au château des Terreaux, dit de Châtillon, à Étrembières.

### Activités
Pierre-Claude de la Fléchère, qui réside au Châtillon, obtient le 20 avril 1770 l'unification de ses terres, et par la même occasion, l'érection du comté de Veyrier. Il déménage et fait construire le château de Veyrier en 1769. Au cours de la même période, il rénove l'église de Veyrier en bénéficiant d'une subvention de 4000 livres versées par le roi, assèche les marais et fait construire le pont de Sierne qui enjambe l'Arve.
En 1775, il obtient du roi Victor-Amédée III des privilèges pour favoriser l'essor économique du territoire de Carouge, cédé en 1754 au royaume de Sardaigne par la république de Genève. Principal promoteur de l'érection de la ville de Carouge, il va concrétiser son projet par la mise en place d'un concept politique particulièrement libéral qui s'appuie sur l'édit de tolérance promulgué par le roi Victor-Amédée III le 27 août 1787 à l'endroit des juifs domiciliés dans cette ville.

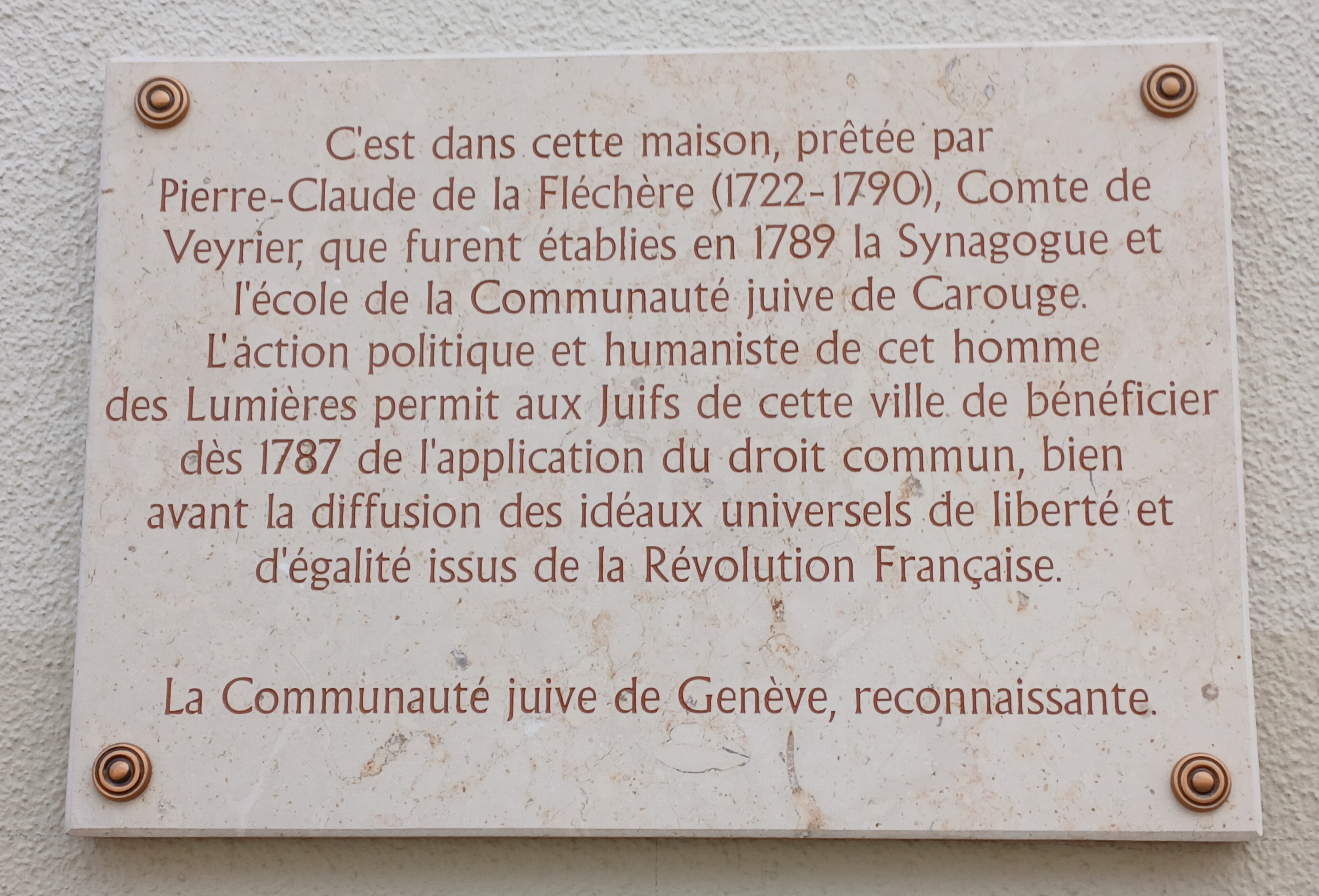
Plaque commémorative rue Vautier à Carouge

C'est ainsi que les francs-maçons, les protestants, mais aussi les juifs, bénéficieront de l'application du droit commun et d'une totale liberté de culte.
L'un des actes les plus significatifs sera le prêt par M. de la Fléchère de sa vaste demeure seigneuriale de Carouge pour que l'on y fixe une synagogue. Celle-ci sera en exercice à partir de l'année 1789 et fonctionnera jusqu'en 1859, date à laquelle elle sera remplacée par la construction de la Grande synagogue de Genève.
Pierre-Claude de la Fléchère, comte de Veyrier, meurt en 1790 sans avoir vu se concrétiser son dernier vœu, faire venir à Carouge des musulmans et y ériger une mosquée.
Il nous laisse néanmoins un extraordinaire témoignage des phases de la construction de Carouge grâce à l'abondante correspondance qu'il a entretenu avec le pouvoir turinois et qui a largement été utilisée par de nombreux historiens pour la rédaction de plusieurs ouvrages sur l'histoire de Carouge.